# 9950 ESA

9950 ESA

9950 ESA eller 1990 VB är en asteroid i huvudbältet som upptäcktes den 8 november 1990 av den franske astronomen Christian Pollas vid CERGA-observatoriet. Den är uppkallad efter Europeiska rymdorganisationen (ESA).
Den tillhör asteroidgruppen Amor.